# Lhasa Apso
Lhasa Apso er en hunderace der stammer fra højsletterne i Tibet, landet der ofte betegnes som ”Verdens Tag”. Disse egne ligger nemlig i en højde af 3500-5000 meter over havets overflade. Klimaet er yderst ekstremt: lange isvintre og korte hede somre. Disse hårde betingelser har præget mennesker og dyr i årtusinder. Alle tibetanske hunde er derfor meget robuste og modstandskraftige og har næsten alle udviklet en tyk, fyldig pels til beskyttelse mod vejrforholdene.
Kun få fra den vestlige verden har betrådt dette fjerntliggende, svært tilgængelige og hemmelighedsfulde land, hvilket har medført, at kun få tibetanske hunde er dukket op i de vestlige lande. Først i begyndelsen af det 20. århundrede er et stigende antal hunde nået til Nordamerika og Europa og har her dannet grundlag for det opdræt vi kender i dag.
Lhasa Apso´en kan findes så tidligt som 800 f.Kr. i historiske beretninger fra Tibets Klostre og fandtes i stort tal ved hoffet i dette land. Den blev betragtet som lykkebringer og er vel nok den eneste ægte TIBETANSKE LØVEHUND. Den privilegerede stilling, som Lhasa Apso´en nød hos tibetanerne, der betragtede den med en særlig hjertelig hengivenhed, har præget dens væsen.
| Hund | Spire Denne hunderelaterede artikel er en spire som bør udbygges. Du er velkommen til at hjælpe Wikipedia ved at udvide den. |